# ARA Independencia (V-1)
«Индепенде́нсия» (исп. ARA Independencia (V-1)) — авианосец ВМС Аргентины. Принадлежал к типу «Колоссус», был построен в Великобритании и вошёл в состав Королевского флота 14 марта 1946 года как «Уорриор» (англ. Warrior). 7 января 1958 года был продан Аргентине и переименован в «Индепенденсия».

## Конструкция
С началом Второй мировой войны выявилась большая ценность авианосцев и Британское Адмиралтейство захотело иметь их как можно больше и как можно скорее. Однако, новейшие авианосцы британского флота типа «Илластриес» были весьма дорогими и сложными в постройке. Возникла идея спроектировать максимально простой авианосец, который можно было бы строить большой серией и очень быстро. Так было положено начало проекту «Колоссус».

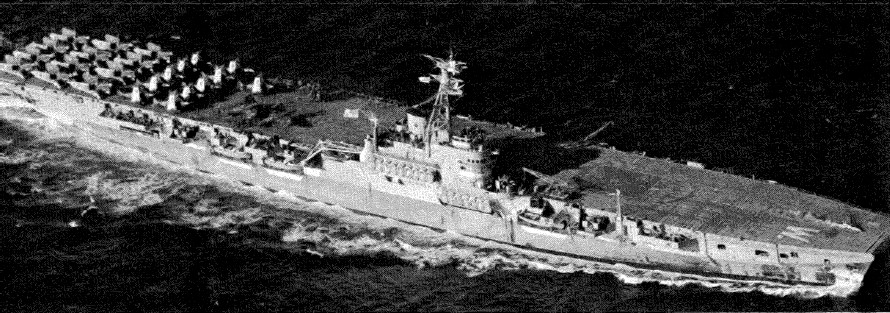
Авианосец «Уорриор» в 1946 году.

Проект был подготовлен в 1942 году и предусматривал создание авианосца со стандартным водоизмещением 13 200 тонн. Корпус корабля был облегчённым и проектировался по нормам гражданского судостроения. Система противоторпедной защиты не предусматривалась, но разделение на отсеки признавалось хорошим. Повышению живучести корабля способствовала эшелонная компоновка энергетической установки. Броневая защита практически отсутствовала, за исключением 10-миллиметровой брони погребов.
Полётная палуба авианосца отличалась достаточно крупными размерами и лишь немногим уступала «Илластриес» — 210,3×24,4 м. Для подъёма самолётов предназначались два лифта, размером 13,7×10,4 м и грузоподъёмностью 6,8 тонны. Ангар был одноярусным и имел значительные размеры — 135,6×15,85 м. При этом его высота — 5,33 м, превосходила таковую у «Илластриес».
Авиационно-техническое оборудование включало в себя одну гидравлическую катапульту типа BH-III и восемь аэрофинишёров. Последние рассчитывались на торможение самолёта массой 6,8 тонны, садящегося со скоростью 110 км/ч. Запас авиатоплива составлял 448 236 литров.
Зенитное вооружение по проекту включало шесть счетверённых 40-мм автоматов «Пом-пом» и 32 20-мм автомата «Эрликон» в спаренных и одноствольных установках. На практике зенитное вооружение различалось по комплектации на разных кораблях серии. Все авианосцы оснащались РЛС типа 79B и 281B. Авиационное вооружение в 1945 году включало в себя 39 самолётов — 18 торпедоносцев «Барракуда» и 21 истребитель «Корсар».
Всего в 1942 — 1943 годах было заложено 10 авианосцев типа «Колоссус», шесть из них успели войти в строй до окончания Второй мировой войны, ещё четыре были достроены в 1945 — 1946 годах.

## Служба

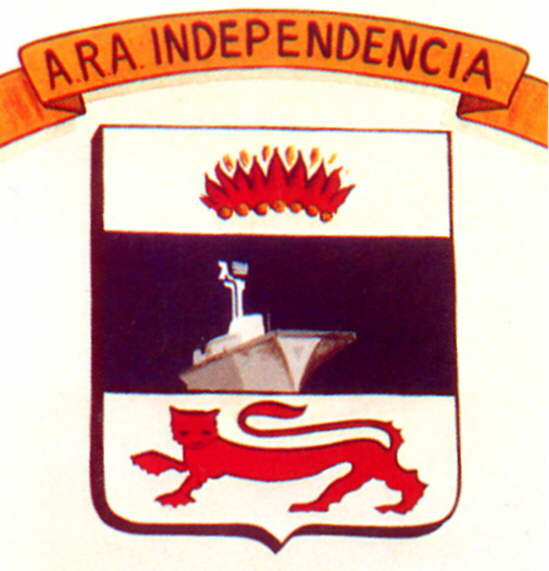
Эмблема «Индепенденсии».

19 августа 1959, в 22:17 часов, во время упражнений в заливе Сан-Хорхе, фрегат «Эроина» зафиксировал неопознанную подводную лодку. Была замечена рубка субмарины. 20 августа на место были направлены авианосец «Индепенденсия» и другие противолодочные корабли. 21 августа начинаются активные поиски, но безуспешно. Хотя сообщалось, что танкер «Ла-Плата» нефтяной компании YPF заметил в 18:00 часов того же дня подводную лодку на поверхности в районе с координатами 44°36′ ю. ш. 64°56′ з. д..
В феврале 1960 года эскадра в составе эсминца «Сервантес», плавучей базы «Инхеньеро Ирибас» и корветов «Муратур» и «Кинг», совершала плавание в заливе Гольфо-Нуэво у берегов Патагонии. Неожиданно, «Муратуром» был зафиксирован неопознанный объект, находившийся на глубине. После произведённой бомбардировки, корабли перекрыли выход из залива и вызвали авиацию с баз «Команданте Эспора» (Баия-Бланка) и «Мар-дель-Плата». На место президентом Фрондиси были направлены авианосец «Индепенденсия» и другие корабли и самолёты. Берега залива оцепила морская пехота. У выхода из залива были установлены морские мины. Американцы поставили Аргентине современное поисковое оборудование.
После безуспешных поисков, 25 февраля, было объявлено о прекращении операции. Высказывалось мнение, что неопознанными объектами могли быть иностранные подводные лодки.